# Ófalu
Ófalu é um município da Hungria, situado no condado de Baranya. Tem 9,85 km² de área e sua população em 2019 foi estimada em 349 habitantes.